# Сенье, Луи
Луи́ Сенье́ (фр. Louis Seigner; 23 июня 1903 года, Аркисс, Сен-Шеф, Франция — 20 января 1991 года, Париж, Франция) — французский актёр театра и кино.

## Биография

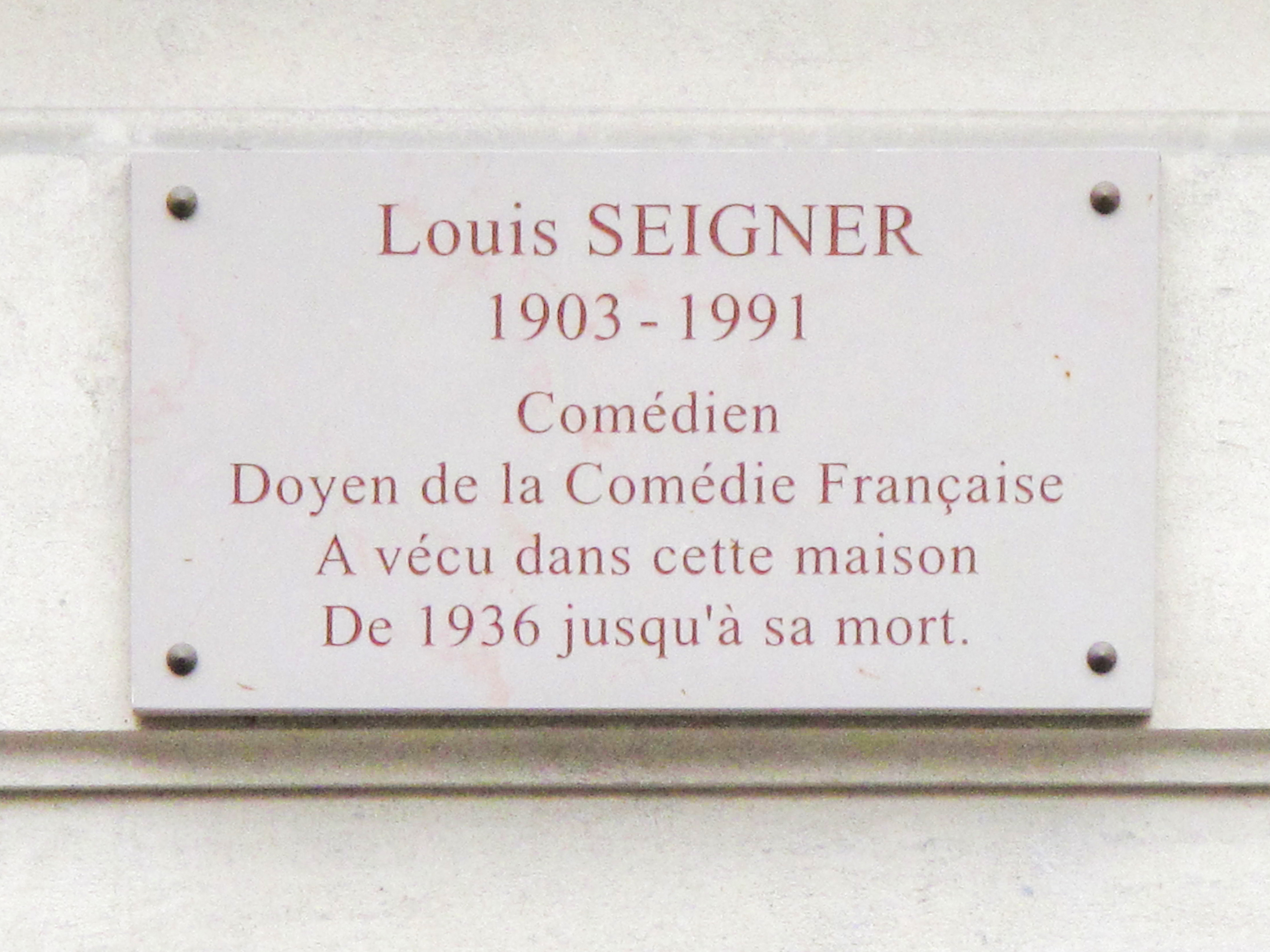
Памятная плита на доме, в котором Л .Сенье умер от пожара

Луи Сенье родился 23 июня 1903 в деревушке Аркисс (фр. Arcisse) коммуна Сен-Шеф, департамент Изер. Его родители — простые коммерсанты, держали бакалею одной из первых дистрибьюторских сетей.

## Творческий путь
После войны Луи начинает посещать «Театр селестинцев» (фр.) и «Театр Эльдорадо» (фр.). Он записывается на бесплатные курсы консерватории Лиона и играет свои первые маленькие роли. Найдя своё предназначение, Луи мечтает работать в Париже.
Работая на пивоваренном заводе, чтобы оплатить поездку, он записывается в Высшую национальную консерваторию драматического искусства, в класс Жюля Трюффье. Вскоре он был замечен Фирменом Жемье, который в 1923 году приглашает его в театр «Одеон», где он проработает шестнадцать лет. В этом же театре он познакомился со своей будущей женой Марией Казо (фр. Marie Cazaux).
В 1930 году он создаёт радио-театральную компанию совместно с Жаном Ноэном и Клодом Дофеном и быстро становится одним из пионеров передачи пьес на коротких волнах.
Писатель Эдуар Бурде, в то время администратор «Комеди Франсэз», приглашает его в 1939 году работать в этом театре. В «Комедии Франсэз» он прослужит тридцать два года, в 1943 году став участником, а в 1960 году деканом.
Луи начал роли короля в спектакле «Зверь» (фр. La Bête) по пьесе Мариуса Риолле (фр.), поставленном одним из его земляков, который также, как и он, родился в Сен-Шеф. В «Комеди Франсез» он сыграл всё, подтверждая тем самым свой талант, участвуя во множестве постановок. Он не любил играть роли, когда фильмы снимались далеко от Парижа.
Луи Сенье сыграл более 200 ролей в театре, более 150 ролей в кино под руководством Жана Ренуара, Марселя Карне, Анри-Жоржа Клузо, Клода Отан-Лара, Рене Клемана, Жака Бекера, Анри Вернея, Жака Превера, Кристиана-Жака, Джозефа Лоузи, Коста-Гавраса, Робера Оссейна. На телевидении наиболее знаменитым зрелищем стал французский телевизионный сериал «Про́клятые короли» Клода Барма (фр.), снятый по произведению французского писателя Мориса Дрюона.
За свою блестящую карьеру Луи Сенье был удостоен высоких званий: Офицер Ордена Почётного легиона, Командор Ордена Почётного легиона, и Командор Ордена искусств и литературы.
Луи Сенье умер в воскресенье 20 января 1991 года в своей парижской квартире в результате пожара, который, по некоторым данным, произошёл из-за непогашенной трубки.

## Известные ученики курса Луи Сенье
- Жак Вильре
- Франсис Перрен
- Николя Сильбер

## Семья
- Дочь — Франсуаза Сенье.
- Внучки:
  - Эммануэль Сенье — французская актриса, модель и певица.
  - Матильда Сенье — французская актриса.
  - Мари-Амели Сенье (фр.) — французская певица.

## Избранная фильмография
- 1932 — Шотар и Компания / Chotard et Cie
- 1939 — Шпионские страсти / Entente cordiale
- 1941 — Мы — мальчишки / Nous les gosses
- 1942 — Фантастическая симфония / La symphonie fantastique
- 1942 — Свадьба Шиффон / Le Mariage de Chiffon
- 1943 — Он приехал в день всех святых / Le Voyageur de la Toussaint
- 1943 — Гупи — красные руки / Goupi Mains Rouges
- 1943 — Ангелы греха / Les Anges du péché — начальник тюрьмы
- 1943 — Ворон / Le Corbeau — доктор Бертран
- 1944 — Первый в связке / Premier de cordée
- 1946 — Иерихон / Jéricho
- 1946 — Привидение / Un revenant
- 1946 — Человек в круглой шляпе / L’homme au chapeau rond — судья
- 1947 — Шуаны / Посланник короля / Les Chouans — аббат Годен
- 1948 — Пармская обитель / La Chartreuse de Parme — Грилло, охранник в крепости Фарнезе
- 1948 — Человек людям / D’homme à hommes
- 1949 — Некий господин / Un certain monsieur
- 1949 — Свидание в июле / Rendez-vous de juillet
- 1949 — Микетта и её мать / Miquette et sa mère
- 1950 — Мария из порта / La Marie du port
- 1951 — Индюк / Le Dindon
- 1952 — Длинные зубы / Les Dents longues
- 1952 — Наслаждение / Le Plaisir
- 1952 — Семь смертных грехов / Les Sept péchés capitaux
- 1952 — Все мы убийцы / Nous sommes tous des assassins
- 1952 — Суд Божий / Le Jugement de Dieu — бургомистр (мэр)
- 1952 — Восхитительные создания / Adorables Créatures
- 1952 — Именины Анриетты / La Fête à Henriette
- 1953 — Полночь…набережная Берси / Minuit quai de Bercy
- 1953 — Лукреция Борджа / Lucrèce Borgia
- 1953 — Враг общества № 1 / L’Ennemi public numéro un
- 1954 — Тайны Версаля / Si Versailles m'était conté
- 1954 — Одержимость / Obsession
- 1954 — Граф Монте-Кристо / Le Comte de Monte-Cristo — Иоганнес, ювелир
- 1956 — Париж, Отель Палас / Paris, Palace Hôtel
- 1957 — Шпионы / Les Espions
- 1957 — Натали / Nathalie
- 1958 — Сильные мира сего / Les Grandes familles
- 1959 — Улица Прэри / Rue des prairies
- 1959 — Глаза любви / Les Yeux de l’amour
- 1960 — Барон де Л’Эклюз / Le Baron de l'écluse
- 1960 — Истина / La Vérité — председатель
- 1961 — Президент / Le Président
- 1962 — Затмение / L’eclisse — Эрколи
- 1962 — Лицемеры / Les Faux Jetons
- 1964 — Особенная дружба / Les Amitiés particulières — отец Лузон
- 1966 — Чёрное солнце — Гастон Родье
- 1968 — Паша / La Pasha
- 1972 — Проклятые короли / Les Rois Maudits — Спинелло Толомеи, ломбардский банкир
- 1973 — Запрещенные Священники / Prêtres interdits
- 1975 — Специальное отделение / Section spéciale
- 1976 — Месьё Кляйн / Monsieur Klein
- 1981 — Асфальт / Asphalte
- 1982 — Отверженные / Les Misérables — Мириэль